# Гангстерленд
«Гангстерле́нд» (англ. MobLand) — британский телесериал Ронана Беннетта в жанре криминальной драмы. Изначально задумывался как спин-офф телесериала «Рэй Донован», но впоследствии проект был переработан в качестве самостоятельной истории. Режиссёром нескольких эпизодов стал Гай Ричи. Премьера состоялась на платформе Paramount+ 30 марта 2025 года. В июне 2025 года сериал был продлён на второй сезон.

## Сюжет
В центре повествования — история двух поколений гангстеров из Лондона, а также человека, который решает их проблемы.

## В ролях
- Том Харди — Гарри да Соуза, человек, «решающий проблемы» криминальной семьи
- Джоан Фроггатт — Джан да Соуза, жена Гарри
- Жасмин Джобсон[англ.] — Зося, помощница Гарри
- Антонио Гонсалес Герреро — Кико, помощник Гарри
- Хелен Миррен — Мэв Харриган, матриарх семейства
- Пирс Броснан — Конрад Харриган, патриарх семейства
- Дэниэл Беттс[англ.] — Брэндан Харриган, сын Конрада
- Пэдди Консидайн — Кевин Харриган, сын Конрада
- Лара Пулвер — Белла Харриган, жена Кевина
- Энсон Бун[англ.] — Эдди Харриган, сын Кевина и Беллы
- Мандип Диллон[англ.] — Серафина, дочь Конрада
- Алекс Дженнингс — Арчи Хаммонд, друг и советник Конрада
- Эмметт Скэнлэн — Пол, помощник Харригана
- Лиза Дван[англ.] — О’Хара Дилейни, адвокат семьи Харриган
- Джефф Белл — Ричи Стивенсон, лидер банды
- Энни Купер — Врон Стивенсон, жена Ричи
- Феликс Эдвардс — Томми Стивенсон, сын Ричи
- Арнольд Ошенг[англ.] — Оли Донкер, помощник Стивенсона
- Томми Флэнаган — Муди, посредник в переговорах
- Питер Фердинандо[англ.] — Валджон, владелец лондонского ночного клуба
- Жорди Молья — Хайме Лопес, представитель наркокартеля
- Джанет Мактир — Кэт Макалистер, представитель международного картеля, куратор Хайме
- Алекс Файн[англ.] — Донни, связной Кэт Макалистер
- Стивен Пэйси[англ.] — лорд Пеннок, отец Беллы и тесть Кевина
- Грегуар Колен[англ.] — Антуан Арлуд, бизнесмен, желающий наладить отношения с лордом Пенноком
- Тоби Джонс — Колин Таттерсолл, отставной детектив-инспектор Скотленд-Ярда
- Тим Делап — детектив-сержант Лиам Кросс, коррумпированный сотрудник Скотленд-Ярда
- Люк Мабли — детектив-сержант Иван Фиск, ведущий расследование по делам семьи Харриган
- Джемма Найт Джонс — детектив-констебль Ивонн Мукаса, напарница Ивана
- Эмили Барбер[англ.] — Никола (оперативный псевдоним — Элис), офицер полиции под прикрытием, внедряемая в окружение Харриганов
- Найджел Линдсэй[англ.] — Алан Расби, отставной тюремный надзиратель
- Лия Уильямс[англ.] — Эмили Гутвелл, психотерапевт

## Эпизоды
| №  | Название                                    | Режиссёр      | Автор сценария                 | Дата премьеры  |
| -- | ------------------------------------------- | ------------- | ------------------------------ | -------------- |
| 1  | «Остаться или рискнуть» «Stick or Twist»    | Гай Ричи      | Ронан Беннетт, Джез Баттеруорт | 30 марта 2025  |
| 2  | «Пазл» «Jigsaw Puzzle»                      | Гай Ричи      | Ронан Беннетт, Джез Баттеруорт | 6 апреля 2025  |
| 3  | «План Б» «Plan B»                           | Энтони Берн   | Ронан Беннетт, Джез Баттеруорт | 13 апреля 2025 |
| 4  | «Ловушка для крысы» «Rat Trap»              | Энтони Берн   | Ронан Беннетт, Джез Баттеруорт | 20 апреля 2025 |
| 5  | «Похороны для друга» «Funeral for a Friend» | Дэниел Сыркин | Ронан Беннетт, Джез Баттеруорт | 27 апреля 2025 |
| 6  | «Антверпенский блюз» «Antwerp Blues»        | Дэниел Сыркин | Ронан Беннетт, Джез Баттеруорт | 4 мая 2025     |
| 7  | «Перекрёсток» «The Crossroads»              | Лоуренс Гоф   | Ронан Беннетт, Джез Баттеруорт | 11 мая 2025    |
| 8  | «Хелтер Скелтер» «Helter Skelter»           | Лоуренс Гоф   | Ронан Беннетт, Джез Баттеруорт | 18 мая 2025    |
| 9  | «Банкет для нищих» «Beggars Banquet»        | Энтони Берн   | Ронан Беннетт, Джез Баттеруорт | 25 мая 2025    |
| 10 | «Зверь внутри меня» «The Beast in Me»       | Энтони Берн   | Ронан Беннетт, Джез Баттеруорт | 1 июня 2025    |

## Производство
В феврале 2024 года стало известно, Showtime занимается разработкой спин-оффа телесериала «Рэй Донован». Изначально планировалось, что в сериале будет рассказано о происхождении семьи Донованов. Создателем, сценаристом и одним из исполнительных продюсеров телесериала стал Ронан Беннетт. Гай Ричи должен стать режиссёром нескольких эпизодов и исполнительным продюсером. Производством телевизионной криминальной драмы занялись компании Showtime, MTV Entertainment Studios и 101 Studios. К октябрю 2024 года концепция поменялась: было решено делать не спин-офф, а отдельный телесериал под названием «Помощник».
На главные роли в телесериале были утверждены Том Харди, Хелен Миррен и Пирс Броснан. Харди исполнит роль «решалы» — «помощника» криминального семейства, возглавляемого персонажами Броснана и Миррен. В декабре 2024 года стало известно, что в сериале также снимутся Пэдди Консидайн, Джоан Фроггатт, Лара Пулвер, Энсон Бун, Мандип Диллон, Жасмин Джобсон и Алекс Файн.
Съёмки начались в ноябре 2024 года в Великобритании. На время съёмок была перекрыта часть Собачьего острова в Восточном Лондоне. В ноябре со съёмочной площадки «средь бела дня» была украдена сумка с дорогостоящим оборудованием. Два человека приехали на автомобиле Toyota Prius, пока один из них отвлекал съёмочную группу и охранников, другой схватил сумку со съёмочным оборудованием, после чего оба сели в машину и скрылись. Позднее грабители вернулись и украли ещё больше оборудования, после чего режиссёр уволил всех охранников и нанял новых.
В феврале 2025 года стало известно новое название сериала — «MobLand».
23 июня 2025 года сериал был продлён на второй сезон.

## Премьера
Премьера первого сезона состоялась 30 марта 2025 года на стриминговой платформе Paramount+.

## Восприятие
На сайте-агрегаторе рецензий Rotten Tomatoes рейтинг сериала составляет 79 % на основании 34 рецензий критиков со средней оценкой 6,4 из 10.
На сайте-агрегаторе Metacritic рейтинг сериала составляет 59 баллов из 100 возможных на основании 16 рецензий критиков, что соответствует «смешанным или средним» отзывам.